# Compagnie A des rangers d'Arizona
La compagnie A, des rangers d'Arizona (en) est l'une des unités militaires confédérées levées dans le territoire de l'Arizona confédéré.

## Origines des ranger d'Arizona
Après l'établissement du territoire de l'Arizona confédéré, le gouverneur John Robert Baylor décide qu'il a besoin de compagnies de milice supplémentaires avec un régiment de rangers similaire aux rangers du Texas. Il souhaite que ce régiment soit constitué de plusieurs compagnies de cavalerie. Le 25 janvier 1862, sa première compagnie, la compagnie A, du régiment des rangers d'Arizona de Baylor commandée par le capitaine Sherod Hunter (en), entre au service confédéré dans la ville de Doña Ana (en) située juste au nord de l'actuelle Las Cruces.
La compagnie de Hunter comprend environ 75 hommes, pour la plupart des habitants du territoire confédéré de l'Arizona. Ils sont armés de revolvers et de mousquet à canon court (en) et à âme lisse modèle 1847, probablement pris dans le fort Fillmore après sa reddition en août 1861. La compagnie est enrôlée pour trois ans, ou la durée de la guerre. Ils sont sélectionnés pour leurs compétences et leurs expériences des épreuves de la vie sur la frontière. Beaucoup sont d'anciens membres des trois compagnies de la milice locale d'Arizona de Pinos Altos (en) et de Messila.

## Campagne d'Arizona contre la colonne de Californie

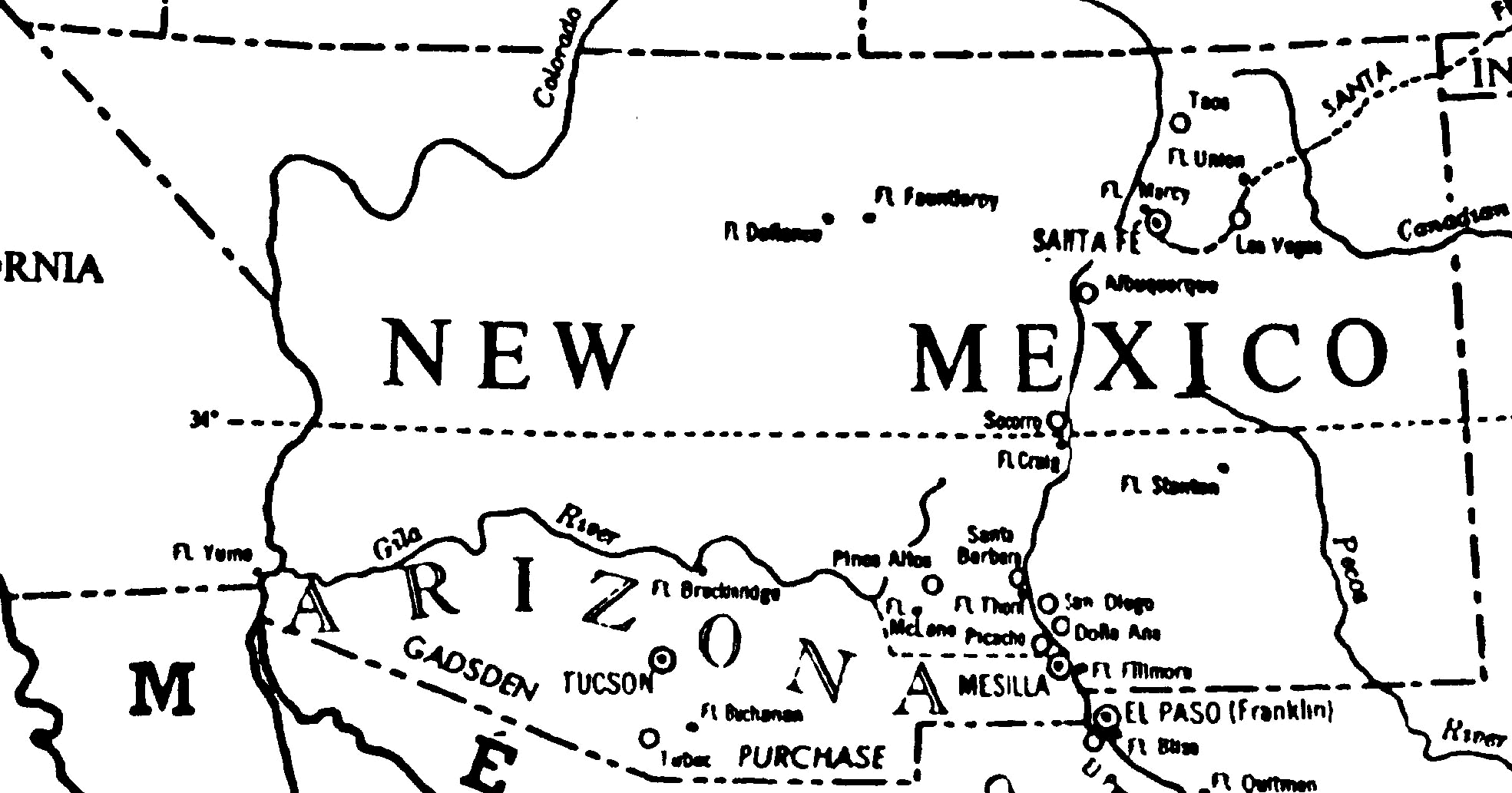
Territoires confédérés de l'Arizona et du Nouveau-Mexique

Le 10 février 1862, la compagnie A reçoit l'ordre d'occuper Tucson, la plus grande ville de l'ouest du territoire confédéré de l'Arizona. Tucson est situé sur la route du Butterfield Overland Mail (en), la seule entre la Californie et les vallées du Rio Grande et de Mesilla, et un lieu idéal pour un poste avancé afin d'observer et retarder l'avancée des forces de l'Union réunies sous les ordres du colonel James Henry Carleton au fort Yuma. En prenant possession de Tucson, Baylor pourra aussi protéger les citoyens et sécuriser la réclamation confédérée pour la possession de l'ouest de l'Arizona, qui a été abandonné par les troupes de l'Union en 1861.
La compagnie A arrive à Tucson le 28 février, en ayant perdu seulement un homme ; le caporal Benjamin Mayo qui est mort de froid à San Simon Stage Station le 25. L'invasion de l'Arizona par la colonne de Californie serait survenu plus rapidement sans les tactiques du capitaine Hunter et de la compagnie A. À White's Mill, près des villages pimas, à environ 20 milles (32 km) au sud de Phoenix, le capitaine Hunter capture sans tirer un seul coup de feu, un groupe de reconnaissance de neuf homme de la compagnie A du 1st California Cavalry sous les ordres du capitaine William McCleave (en). À la suite de leur attaque surprise de McCleave, ils détruisent les caches de fourrage stockées dans les relais de la Butterfield le long de la route aride de fort Yuma jusqu'à la rivière Gila. Dans les villages des Pimas sur la rivière Glia (à environ 30 milles (48 km) au sud de l'actuelle Phoenix), Hunter découvre aussi 1 500 sacs de farine de blé achetés aux Pimas par l'agent fédéral d'intendance Ammi M. White. Il a été moulu et stocké dans son moulin en prévision de l'avancée des forces de l'Union. Les hommes d'Hunter arrêtent White, mettent hors d'usage le moulin, et confisquent la farine. Néanmoins, en raison du manque de moyen de transport, Hunter ne peut pas emporter la farine, aussi, Sherod la rend aux Pimas pour leur consommation.
Lorsque les nouvelles de la capture de McCleave atteignent le fort Yuma, une force plus importante sous les ordres du capitaine William Calloway est envoyé par la même route avec des ordres de retrouver et libérer le capitaine McCleave et ses hommes. La force de Callolway affronte des éléments de la compagnie A qui brûle le foin à Stanwix Station et après une brève escarmouche, les rangers d'Arizona retraitent vers Tucson. Ensuite, Calloway atteint les villages Pimas, le point de ravitaillement principal entre fort Yuma et Tucson, et après un bref repos, se met en route pour Tucson. Alors qu'ils approchent de Picacho Pass, les éclaireurs indiens apporte l'information selon laquelle les piquets sont juste devant. le lieutenant James Barret et un petit groupe de sa compagnie A,du 1st Cavalry reçoivent l'ordre de faire un large détour pour les frapper sur le flanc, alors que Calloway fera une attaque frontale avec le groupe principal. Lors de la bataille de Picacho Pass qui s'ensuit, la cavalerie de Californie de Barret est engagée seule et subit une défaite dans un engagement brusque. Les confédérés regardent la cavalerie de Californie retraiter, puis retournent vers Tucson pour avertir la garnison de Tucson d'approche de l'armée de l'Union.
Le capitaine Calloway retourne vers les villages Pimas et commence à travailler sur un camp permanent, érigeant un ouvrage en terre autour un moulin à farine d'Ammi White qui a été emmené avec McCleave à Mesilla par les rebelles quelques semaines plus tôt. Cet ouvrage en terre est nommé fort Barrett en l'honneur de leur camarade tué à Picacho Pass.
La confiscation du blé et l'incendie du foin obligent maintenant à faire une halte dans les villages pendant que de nouvelles fournitures sont acheminées. Cela prend plusieurs semaines aux principaux éléments de la colonne pour atteindre les villages Pimas, en raison du temps nécessaire pour acheminer plus de foin de long de la route. Un délai supplémentaire survient parce que seuls des détachements de moins de quatre compagnies peuvent se déplacer sur les routes désertiques en vingt-quatre heures en raison de la rareté de l'eau. L'effet net des actions des rangers d'Arizona est de retarder l'avance de la colonne de Californie pendant un mois, ce qui sauve probablement l'armée du Nouveau-Mexique confédérée, qui retraite maintenant vers Mesilla à la suite de sa défaite à la bataille de Glorieta Pass, et qui aurait dû être interceptée et détruite par la colonne de Californie en avril 1862
Après la bataille de Picacho Pass, le capitaine Hunter écrit au gouverneur Baylor, demandant un renfort d'au moins 250 hommes, avec qui il pense pouvoir tenir Tucson. Lorsqu'aucun renfort est envoyé, Hunter décide d'évacuer Tucson. La compagnie A quitte Tucson, le 14 mai, laissant derrière un détachement sous les ordres du lieutenant James Henry Tevis (en) pour observer l'approche des forces de l'Union.
À l'insu des confédérés, le même jour, la colonne de Californie de l'Union quitte finalement son bivouac dans les villages pimas pour sa dernière progression sur Tucson. Le 15 mai 1862, le colonel West et son détachement avancé de Californie quitte les villages pimas pour Tucson, passant par Rattlesnake Springs vers le vieux fort Breckenridge, et campe pour la nuit dans le « canyon de Oro ». Le lendemain, le 19 mai, il fait un courte marche de 15 milles (24,1 kilomètres), et le groupe campe à 10 milles (16,1 km) de Tucson. Tôt dans la matinée du 20, le commandement avance jusqu'à arriver à 2 milles (3,2 km) de la ville. Le capitaine Emil Fritz, de la compagnie B du 1st California Cavalry, reçoit l'ordre de prendre son premier peloton pour faire un détour et revenir vers le côté est de la ville ; le deuxième peloton, sous les ordres de Juan Francisco Guirado, doit charger sur le côté nord, tandis que quatre compagnies d'infanterie doivent progresser par la route de l'ouest. Le lieutenant Tevis et son détachement sont surpris et pratiquement capturé lors la cavalerie yankee charge dans la ville le 20 mai. Les trois colonnes californiennes arrivent sur la place au même moment, la cavalerie en chargeant et l'infanterie à double pas, mais ne trouve aucun ennemi. Tevis et ses hommes sont parvenus à s'échapper et rejoindre le corps principal de la compagnie A quelques jours plus tard.
Pendant la retraite vers Mesilla, la compagnie A affronte deux fois les Apaches. La première fois, lors de la première bataille de Dragoon Springs où quatre de ses soldats sont tués et une partie de son bétail. Lors de la seconde bataille de Dragoon Springs, ils ont le dessus.

## Avec l'armée du Nouveau-Mexique et la brigade de Sibley
Après la retraite de la compagnie A de Hunter de Tucson et l'arrivée à Mesilla le 27 mai 1862, elle est organisée avec deux compagnies de la milice de l'Arizona, les gardes de l'Arizona de Pinos Altos et les rangers d'Arizona de Mesilla, dans le bataillon de cavalerie d'Arizona d'Herbert, sous les ordres du lieutenant-colonel Philemon T. Herbert (en). Elle sert en tant qu'arrière-garde aux restes de l'armée du Nouveau-Mexique alors qu'elle retraite d'El Paso vers San Antonio en juillet 1862.
Après leur arrivée à San Antonio, le bataillon d'Herbert est affecté officiellement à la brigade de Sibley, le nom donné à l'ancienne armée du Nouveau-Mexique. Le colonel Thomas Green est au commandement à la place du brigadier général Henry Hopskins Sibley, qui est à Richmond jusqu'en décembre 1862. Le 2 octobre 1862, Sherod Hunter est promu commandant et rejoint le deuxième régiment de cavalerie de la brigade d'Arizona sous les ordres du George Wythe Baylor. Le premier lieutenant Robert L. Swope est promu capitaine et prend le commandement de la compagnie A.
Le 2 décembre 1862, le général Sibley reçoit l'ordre de partir vers New Iberia en Louisiane, pour reprendre le commandement de sa brigade. Le 25 décembre 1862, il s'aperçoit que la plupart de sa brigade a été envoyée à Gavelston mais le bataillon d'Herbert est en Louisiane, faisant des reconnaissances actives dans les environs de Plaquemine et le fleuve Mississippi.
En février 1863, peu après l'arrivée de la brigade de Sibley en Louisiane, le capitaine Robert L. Swope démissionne de son poste de commandant de la compagnie A. Le premier lieutenant James Henry Tevis (en) en prend le commandement, mais n'est pas promu capitaine à ce moment.
En avril 1863, la brigade de Sibley qui contient le bataillon d'Arizona d'Herbert est parmi les hommes avec lesquels le général Taylor affronte l'armée yankee sous les ordres de Nathaniel Banks au fort Brisband sur le bayou Teche. La bataille de Fort Brisband est une défaite pour les confédérés, le général Taylor reçoit l'ordre de battre en retraite. Le général Sibley, au commandement de l'arrière-garde, perd pratiquement son commandement à Franklin où il donne l'ordre que le dernier pont sur le bayou soit incendié après que ses hommes l'ai traversé. Par chance, ils voient les flammes derrière eux et se désengagent rapidement et fuient par le pont avant qu'il ne soit totalement englouti dans les flammes. Sibley passe en cour martiale pour cela et on lui retire le commandement de la brigade. Le colonel Thomas Green, qui a mené la brigade, est promu brigadier général et est placé au commandement de la brigade.

## Compagnie de reconnaissance d'Arizona en Arkansas, Louisiane et Texas
À la fin mai 1863, le bataillon d'Arizona est réduit par les pertes et est démantelé. La compagnie A a suffisamment d'hommes pour poursuivre en tant que compagnie viable, et est gardée mais renommée en tant que compagnie de reconnaissance d'Arizona indépendante, affectée à la brigade de Green. Les deux autres compagnies du bataillon sont démantelées et les hommes son consolidé avec ceux de la compagnie A pour former la compagnie de reconnaissance d'Arizona.
En juin 1863, les éclaireurs participent à la campagne de bayou Teche. La reddition du bastion confédéré à Port Hudson en juillet 1863 aboutit à la retraite de la brigade de Green vers la région de Shreveport. En novembre 1863, les éclaireurs d'Arizona combattent avec la brigade de Green contre l'invasion du bayou Teche par les forces de l'Union. Au début décembre 1863, la brigade est rappelée au Texas, pour faire face à la menace contre Galveston qui ne se concrétise jamais.
À la fin décembre 1863, alors à proximité de Galveston, les deuxième et troisième régiments de cavalerie du Texas-Arizona sont réaffectés à la brigade de cavalerie du Texas commandée par le brigadier général James Patrick Major (en) et les éclaireurs sont aussi affectés à cette brigade. Néanmoins, en février 1864, les éclaireurs d'Arizona sont parmi les compagnies détachées de la brigade de cavalerie du Texas pour former un bataillon de reconnaissance sous les ordres du commandant William Saufley. La compagnie de reconnaissance d'Arizona du capitaine Tevis devient la compagnie E du bataillon. Pendant les mois de janvier et février 1864, la compagnie opère comme élément du 33rd Texas Cavalry Regiment (en) du colonel James Duff près d'Indianola au Texas.
Lors de la campagne de la Red River, les éclaireurs d'Arizona combattent encore au sein de la brigade de cavalerie du Texas de Major qui est combinée avec la brigade de Green, et une brigade de régiments de Louisiane pour former une division de cavalerie sous les ordres du major général Tom Green. Les éclaireurs d'Arizona combattent lors des principales batailles à Wilson's Farm (en) (7 avril 1864), Mansfield et Pleasant Hill et dans de nombreuses autres escarmouches au cours de la campagne. Le 1er mai 1864, les éclaireurs d'Arizona sous les ordres du lieutenant John M. Smith aident à la capture du transport de l'Union USS Emma près de Wilson's Landing sur la rivière Rouge. Le capitaine Tevis est blessé au début de la campagne, ils servent sous les ordres du premier lieutenant John M. Smith pendant le reste de la campagne.
Après la campagne de la Red River, la division de cavalerie du Texas, sous les ordres du major général John A. Wharton, fait partie des unités qui sont envoyées vers le nord en Arkansas. Les éclaireurs d'Arizona partent avec elle et jusqu'à la fin 1864 combattent lors d'escarmouches secondaires et mènent un service de piquet routinier et de reconnaissance. En novembre 1864, le capitaine Tevis (qui a recouvré de ses blessures à ce moment) reprend le commandement des éclaireurs d'Arizona jusqu'à la reddition du général Edmund Kirby Smith des forces confédérées à l'ouest du fleuve Mississippi le 26 mai 1865.